# بوکیت تینگی (پاهانگ)
بوکیت تینگی (به انگلیسی: Bukit Tinggi) یک شهرک کوچک در منطقه بوتونگ، ایالت پاهانگ، مالزی است. این شهرک کوچک که در امتداد بزرگراه کوالالامپور-کاراک قرار دارد برای افرادی که به منطقه تفریحی ارتفاعات جنتینگ تردد می‌کنند برای دیدار از آن جذاب است. مکان شاخص شهرک، یک دهکده کوچک با بن‌مایه فرانسوی به نام کولمار تروپیکال است.

## پیرامون شهرک
حرکت کردن از کوالا لامپور تا رسیدن به بوکیت تینگی، ۵۵ دقیقه (۵۴٬۳ کیلومتر) زمان می‌برد و شهرک در ارتفاع ۸۰۰ متر بالاتر از سطح دریا قرار دارد. دمای شهرک بین ۲۲ تا ۲۶ درجه سانتی گراد است. در سال ۱۹۸۷، طرح‌هایی برای توسعه شهرک در جهت کاهش تراکم جمعیتی در کوالالامپور در نظر گرفته شده بود.